# Vanovice
Vanovice település Csehországban, a Blanskói járásban. Vanovice Pamětice, Borotín, Světlá, Šebetov, Cetkovice, Velké Opatovice, Letovice és Knínice u Boskovic településekkel határos. Lakosainak száma 572 fő (2024. január 1.).

## Népesség
A település lakosságának változását az alábbi diagram mutatja:
| Lakosok száma | 995  | 958  | 941  | 748  | 643  | 570  | 533  | 536  | 548  | 572  |
|               | 1869 | 1890 | 1921 | 1950 | 1980 | 2001 | 2017 | 2019 | 2022 | 2024 |